# Гангадаса Пандит
Гангада́с(а) Панди́т(а) (IAST: Gaṅgādāsa Paṇḍita) — бенгальский кришнаитский святой, живший во второй половине XV — начале XVI века.
Гангадаса был брахманом родом из Навадвипы. Он имел традиционную санскритскую школу, в которой учился молодой Чайтанья. Описывается, что Гангадаса был объектом многих шуток со стороны Чайтаньи. В «Гаура-ганоддеша-дипике» утверждается что Гангадаса был воплощением гуру Рамы — риши Васиштхи (53), и воплощением Дурвасы (199). Вриндавана Даса в своей «Чайтанья-бхагавате» сравнивал Гангадасу с гуру Кришны — Сандипани Муни. В «Чайтанья-чаритамрите» Кришнадаса Кавираджа утверждает, что Гангадаса был очень близок Чайтанье и что любой, кто просто вспомнит его, получит освобождение.